# 아메리칸 패밀리 필드
아메리칸 패밀리 필드(American Family Field)는 미국 위스콘신주 밀워키에 위치한 야구장이다. 미국 메이저 리그 내셔널리그에 소속된 프로야구팀 밀워키 브루어스의 홈구장으로 2001년 4월 6일 개장했다. 공사 중이던 1999년 7월 14일 크레인이 붕괴하여 인부 3명이 사망하는 사고가 발생하면서 완공이 지연되었다. 2021년 1월 밀러 파크에서 명칭이 바뀌었다.
| 메이저 리그 베이스볼 올스타전 개최 경기장 |                  |                  |
| 2001년                                    | 2002년 밀러 파크 | 2003년           |
| 세이프코 필드                             | 2002년 밀러 파크 | U.S. 셀룰러 필드 |
|                                           |                  |                  |
|                                           |                  |                  |